# 費雷尼亞費區
費雷尼亞費區（西班牙語：Distrito de Ferreñafe），是秘魯的一個區，位於該國西北部蘭巴耶克大區的費雷尼亞費省，面積62.2平方公里，海拔高度67米，2005年人口32,030，人口密度每平方公里520人。